# 诺尔贝洛
诺尔贝洛（義大利語：Norbello），是意大利奥里斯塔诺省的一个市镇。总面积26.12平方公里，人口1183人，人口密度45.3人/平方公里（2009年）。ISTAT代码为095033。